# Mesochelifer thunebergi
Mesochelifer thunebergi är en spindeldjursart som beskrevs av Kaisila 1966. Mesochelifer thunebergi ingår i släktet Mesochelifer och familjen tvåögonklokrypare. Inga underarter finns listade i Catalogue of Life.